# Galaxy Express 999
Galaxy Express 999 (japanska: 銀河鉄道999, Ginga Tetsudō surī nain?) är en manga skriven och tecknad 1977–1987 av Leiji Matsumoto, liksom ett antal olika animerade TV-serier och filmer baserade på mangan. Den utspelas under resor i rymden, i en högteknologisk framtid där människor lärt sig att transplantera sina sinnen (men inte sina känslor) in i mekaniska kroppar och på så sätt gjort sig själva i princip odödliga.
Mangan vann 1978 Shogakukan Manga Award för shōnen-serier. Animen vann 1981 branschtidningen Animages Anime Grand Prix. Talet 999 (synligt i fronten på loket) uttalas som det engelska Three-Nine.
Matsumoto inspirerades till att skapa Galaxy Express av det likadeles ångloksdragna rymdtåget i Kenji Miyazawas kortroman Ginga tetsudō no yoru.

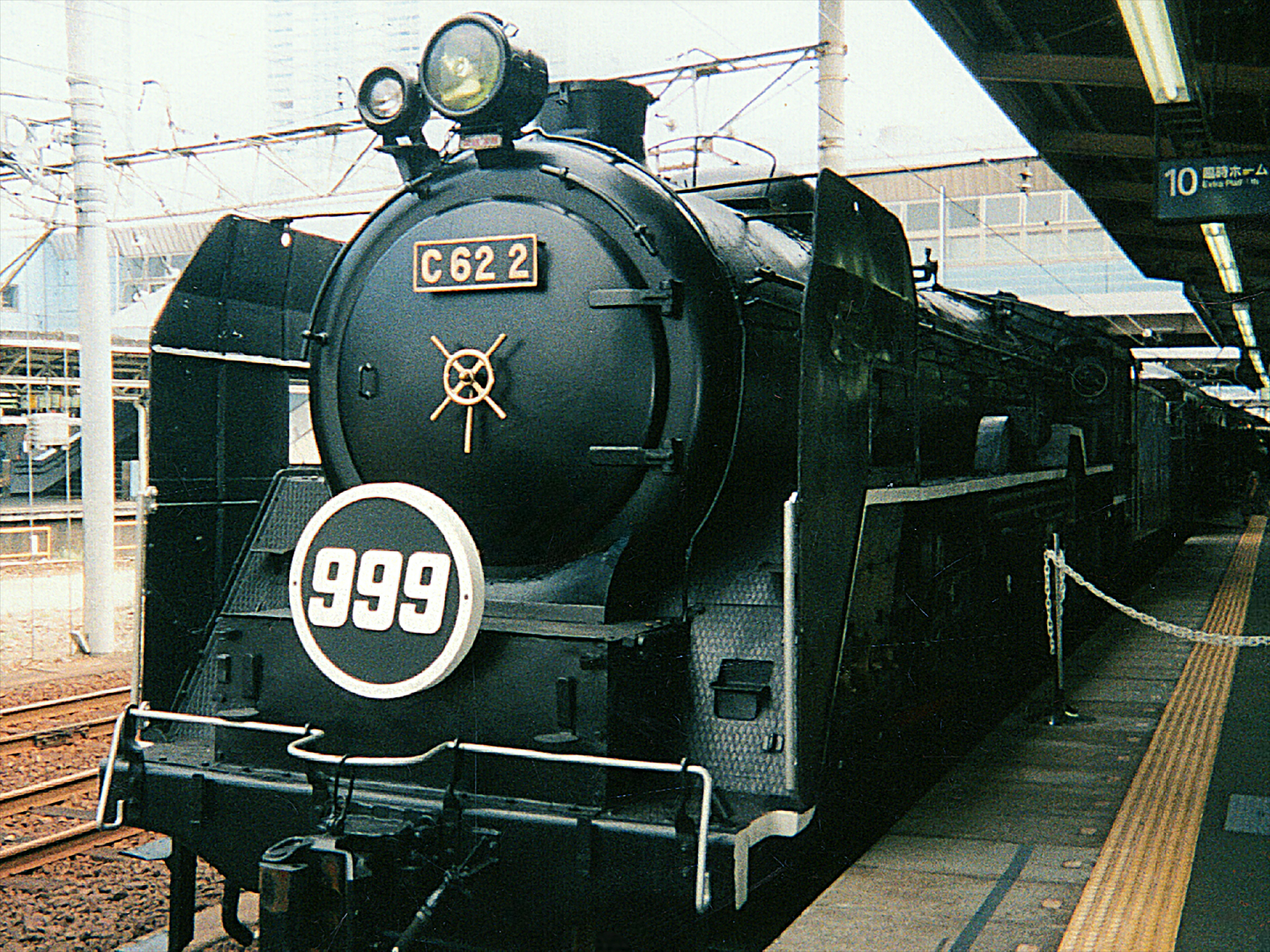
Japanese National Railways ånglok i klassen C-62, förevisad på järnvägsstationen i Shinagawa under Dream Train 1999-utställningen.

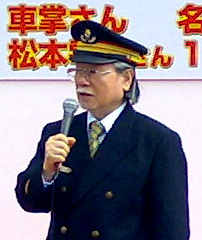
Leiji Matsumoto, fotograferad 2008 på Ōizumi-gakuen-stationen i rollen som hedersstationsmästare. Mössan har vissa drag gemensamma med den hos tågkonduktören i mangan/animen.

## Handling
Se även: Lista över Galaxy Express 999-avsnitt
Berättelsen utspelar sig i en avlägsen framtid där mekaniska varelser med maskinkroppar hotar mänskligheten till utrotning. Huvudpersonen Tetsuro (Tetsurō i den japanska originaldubben) vill fly jorden med sin mamma, genom att resa med det intergalaktiska tåget "Galax(y)expressen". Hans mor hinner dö (skjuten av en elak hertig med mekanisk kropp) innan de hinner iväg. Den vänliga men något hemlighetsfulla kvinnan Maeter (Maetel i den japanska originaldubben) räddar Tetsuros liv och ger honom en fribiljett till tåget – under villkor att hon får åka med. Därefter reser de båda med tåget genom solsystemet och vidare ut i rymden, där de träffar på många olika världar. Tetsuro, som vill ta tåget till den utlovade plats där han utan kostnad kan få sin kropp utbytt mot en mekanisk kropp med evigt liv, får många tillfällen att fundera över livets olika sidor.

## Rollfigurer
- Berättare – japansk röst i animen: Hitoshi Takagi/Tatsuya Jo; svensk röst: Åke Lindström
- Maeter[b] (japanska: Maetel, メーテル, Mēteru?) – Masako Ikeda; Elisabeth Nordkvist Bolme

Den mystiska blonda kvinnan som beledsagar Tetsurō på tåget är i verkligheten dotter till drottning Prometheum, härskare över det mekaniserade imperiet.
- Tetsuro Hoshino (japanska: Tetsurō Hoshino, 星野鉄郎, Hoshino Tetsurō?) – Masako Nozawa; Mia Benson

Tetsuro är huvudfiguren i Galaxy Express 999. Han är en fattig pojke från jorden som tvingas bli vittne till hur hans mor blir dödad av hertig (Mecha). Hans döende mor önskar att han ska få en mekanisk kropp, så med den idén i huvudet går han ombord på tåget i Meters sällskap.
- Tetsuros mor (Kanae Hoshino) – Akiko Tsuboi; Mia Benson
- Konduktören (japanska: 車掌, shashō?) – Kaneta Kimotsuki; Bert-Åke Varg

Konduktören är den huvudsaklige tågtjänstemannen på 999. Han är en utomjording med en osynlig kropp; endast hans ögon är synliga när han är klädd i sin uniform.
- Claire (japanska: クレア, Kurea?) – Chiyoko Kawashima/Youko Asagami

Servitrisen i restaurangvagnen på tåget har en mekanisk kropp som gjord av klart kristallglas. Till skillnad mot andra som tog sig en mekanisk kropp av egen vilja, tvingades Claire in i detta tillstånd på grund av hennes fåfänga mor. Hon arbetar på 999 för att kunna tjäna ihop nog med pengar för att kunna köpa tillbaka sin mänskliga kropp, vilken under tiden förvaras på Pluto.
- Fossilvakten (i avsnitt 12 = avsnitt 11 i den svenska dubben) – ; Tomas Bolme
- Kapten Harlock (japanska: キャプテンハーロック, Kyaputen Hārokku?), japansk röst Makio Inoue,  och Emeraldes (japanska: エメラルダス, Emerarudasu?), japansk röst Ikuko Tani/Reiko Tajima

De är berömda rymdpirater som blir föremål för Tetsurōs idoldyrkan. Harlock dyker upp i avsnitt 12? (avsnitt 11 i den svenska dubben).
- Antares (japanska: アンタレス, Antaresu?) – Masao Imanishi/Yasuo Hisamatsu

En välkänd bandit som smiter ombord på tåget efter deras uppehåll på planeten Titan.
- Hertig (Mecha) (japanska: 機械伯爵, Kikai Hakushaku; engelska: Count Mecha?) – Hidekatsu Shibata

En rik mekanisk människa som mördade Tetsuros mor.
- Drottning Prometheum (japanska: プロメシューム, Puromeshūmu?) – Ryōko Kinomiya

Maeters mor och härskarinna över det mekaniserade imperiet.
- C62-50 – Kōji Totani (avsnitt 1–8, 50–113)/Shunji Yamada (avsnitt 14–45)

Lokomotivet som drar och leder 999.
- Doktor Ban – Takashi Tanaka

Övriga röster i den svenska dubben: Stig Engström, Åke Lindström, Elisabeth Nordkvist Bolme, Mia Benson, Bert-Åke Varg, Tomas Bolme
Källor:  (japanska röster),

## Animeproduktion
Den animerade japanska TV-serien originalvisades från 14 september 1978 till 26 mars 1981. Animen baserades på mangan av Leiji Matsumoto, och de allra flesta avsnitten baserades på historier från mangan. Några avsnitt hämtade handlingen från annan Matsumoto-manga, och en del var originalhistorier för TV. 1979 producerades en långfilm som sammanfattade handlingen i berättelsen så långt. För närvarande[när är nu?] är alla 113 avsnitten tillgängliga i Japan på DVD. Videosajten Crunchyroll började januari 2009 strömma en version med japanskt tal och engelsk text. Serien kan också strömmas från Funimation Entertainments webbplats.

### Svensk utgivning
I Sverige gavs delar av animeserien ut av Wendros Cartoon i totalt fem VHS-kassetter under 1980-talet (kring 1984), med svensk dubb. Dessa släpptes även senare på DVD, utgiven av det relaterade bolaget Ozon Media. Den svenska dubben innehöll ett antal kända svenska skådespelare och filmdubbare, och dubbningsproduktionen leddes av Tomas Bolme.
På de svenska (DVD-)utgåvorna står titeln omväxlande som  "Galaxy Express" och "Galaxy Express 999". I den svenska dubben omnämns själva tåget omväxlande som "Galaxyexpressen", "Galaxexpressen" eller "999:an".
Avsnitt tillgängliga på svenska:
- VHS/DVD 1: tre avsnitt (= originalavsnitt 1–3)
- VHS/DVD 2: fyra avsnitt (= originalavsnitt 5–8)
- VHS/DVD 3: fyra avsnitt (= originalavsnitt 9–12)
- VHS/DVD 4: fyra avsnitt (= originalavsnitt 13–16)
- VHS/DVD 5: fyra avsnitt (= originalavsnitt 109–110, 112–113)

## Inspiration och betydelse
Matsumotos ursprungliga manga, som publicerades i tio års tid, gav upphov till en rad animerade produktioner. Matsumotos verk inspirerades av Kenji Miyazawas roman Ginga tetsudō no yoru ("Natt på den galaktiska järnvägen"; producerad som animerad långfilm 1985); Miyazawas barnboksklassiker delar motiv som rymdtåget (i natten) och vissa existentiella teman med Matsumotos manga.[källa behövs]